# Mico-heterotrofia

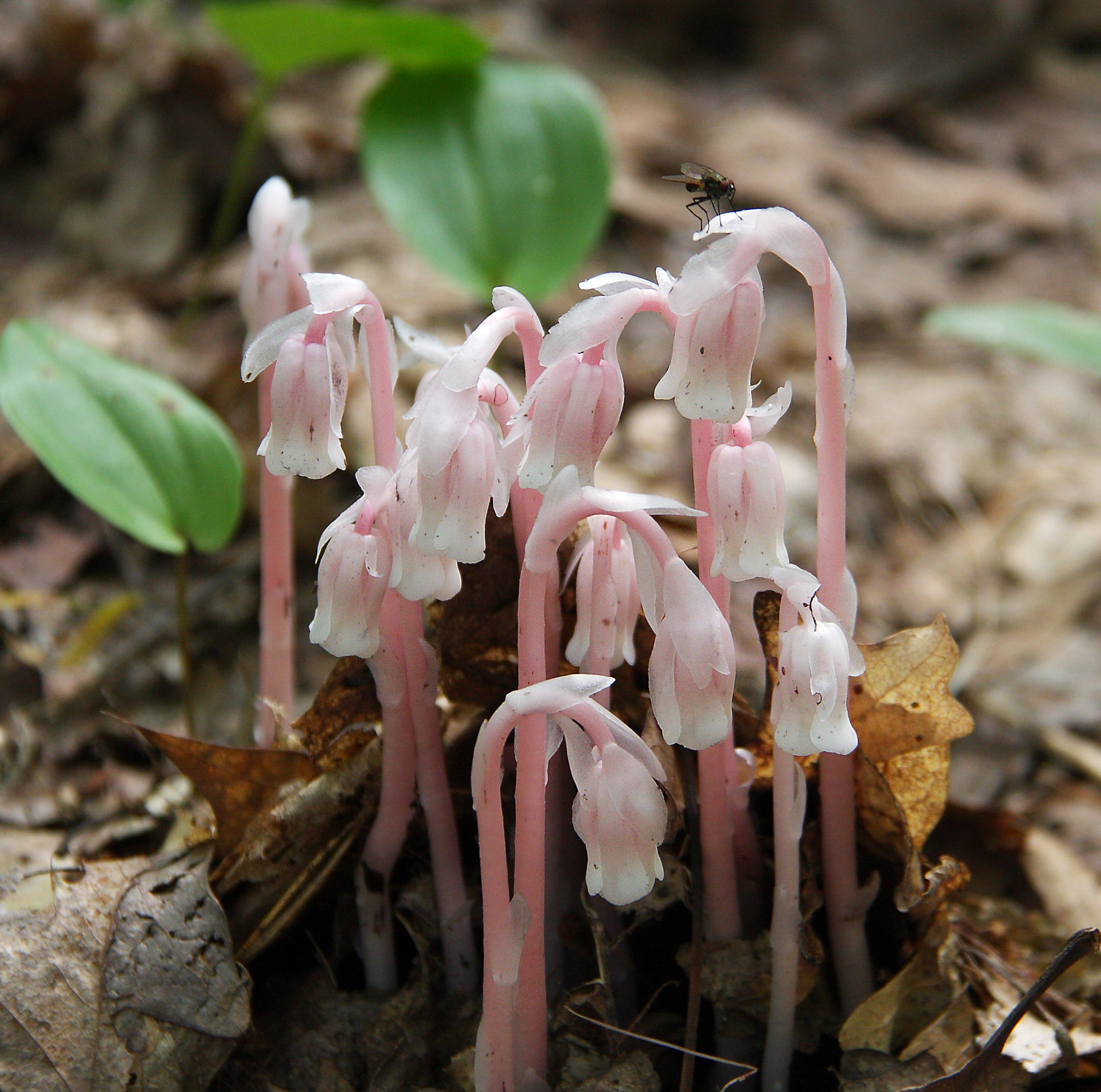
Monotropa uniflora, um organismo mico-heterotrófico obrigatório conhecido por parasitar fungos da família Russulaceae.

Myco-heterotrophy (do grego μύκης mykes, "fungo", ἕτερος heteros , "outro", "diferente" e τροφή  trophe , "nutrição") é uma relação simbiótica entre certos tipos de plantas e fungos, em que a planta obtém todo ou parte de seu alimento do parasitismo dos fungos, e não da fotossíntese. O mico-heterotrofo é a planta parasita nesta relação. A mico-heterotrofia é considerada um tipo de relação de trapaça e os mico-heterotrofos são às vezes chamados informalmente de "trapaceiros de micorrizas". Essa relação às vezes é chamada de micotrofia, embora esse termo também seja usado para plantas que se envolvem em relações micorrízicas mutualísticas .

## Relação entre mico-heterotrófos e fungos hospedeiros

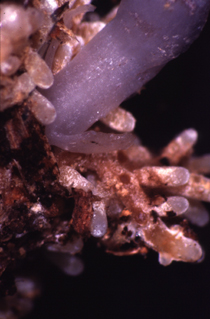
Raízes mico-heterotróficas de Monotropa uniflora com micélio de Russula brevipes

A mico-heterotrofia completa (ou obrigatória) existe quando uma planta não-fotossintética obtém todos os seus alimentos dos fungos que parasita. A mico-heterotrofia parcial (ou facultativa) existe quando uma planta é capaz de fotossíntese, mas parasita fungos como um suplemento alimentar. Existem também plantas, como algumas espécies de orquídeas, que são não-fotossintéticas e obrigatoriamente mico-heterotróficas durante parte do seu ciclo de vida, e fotossintéticas e facultativamente mico-heterotróficas ou não mico-heterotróficas para o resto do seu ciclo de vida.
Nem todas as plantas não-fotossintéticas são mico-heterotróficas - algumas plantas não-fotossintéticas, como a cigarrinha, parasitam diretamente o tecido vascular de outras plantas. A perda parcial ou total da fotossíntese é refletida por reduções físicas e funcionais extremas de genomas de plastídios em plantas micoheteróficas, um processo evolutivo contínuo.
No passado, pensava-se erroneamente que as plantas não fotossintéticas obtinham alimento ao quebrar a matéria orgânica de maneira semelhante aos fungos saprotróficos. Essas plantas eram chamadas de " saprófitas ". Sabe-se agora que essas plantas não são ccapazes de decompor diretamente a matéria orgânica e que devem se envolver em parasitismo.
A interface entre a planta e os parceiros fúngicos nesta associação é entre as raízes da planta e o micélio do fungo. A mico-heterotrofia, portanto, assemelha-se muito à micorriza (e, de fato, acredita-se que tenha evoluído da micorriza), exceto que na mico-heterotrofia, o fluxo de carbono é do fungo para a planta.
A maioria dos myco-heterotrophs pode, portanto, ser considerada, em última análise, epiparasitas, uma vez que retiram energia de fungos que, por sua vez, obtêm sua energia de plantas vasculares . Na verdade, grande parte da mico-heterotrofia ocorre no contexto de redes micorrízicas comuns, em que as plantas usam fungos micorrízicos para trocar carbono e nutrientes com outras plantas.  Nestes sistemas, os mico-heterótrofos desempenham o papel de "trapaceiros micorrízicos", retirando carbono da rede comum, sem recompensa conhecida.  Uma forma especial de associação micoheterotrófica (que parece ser uma quimera entre o parasitismo haustorial de uma planta parasita e a micohetertrofia) é observada em Parasitaxus usta, a única gimnosperma micoheterotrófica conhecida.
Em congruência com relatórios mais antigos, foi recentemente demonstrado que algumas orquídeas mico-heterotróficas podem ser sustentadas por fungos saprotróficos, explorando fungos que apodrecem serapilheira ou madeira. Além disso, várias plantas verdes demonstraram se envolver em mico-heterotrofia parcial, ou seja, são capazes de extrair carbono de fungos micorrízicos, além de sua ingestão fotossintética.

## Diversidade de espécies de mico-heterotrófos e fungos hospedeiros
Os mico-heterotrofos são encontrados entre vários grupos de plantas. Todos os monotrópicos e orquídeas não fotossintéticas são totalmente mico-heterotróficos, assim como a hepática não fotossintética Cryptothallus. A mico-heterotrofia parcial é comum na família Gentianaceae, com alguns gêneros, como Voyria, sendo totalmente mico-heterotróficos; em orquídeas fotossintéticas; e em vários outros grupos de plantas. Algumas samambaias e musgos têm estágios de gametófitos mico-heterotróficos. Os fungos que são parasitados por mico-heterotrofos são tipicamente fungos com grandes reservas de energia, geralmente fungos micorrízicos, embora haja alguma evidência de que eles também podem parasitar fungos parasitas que formam extensas redes miceliais, como Armillaria.
Exemplos de fungos parasitados por plantas mico-heterotróficas podem ser encontrados entre os fungos ectomicorrízicos, micorrízicos arbusculares e micorrízicos de orquídeas . A grande diversidade em famílias de plantas não relacionadas com membros mico-heterotróficos, bem como a diversidade de fungos direcionados por mico-heterotróficos, sugere evolução paralela múltipla de mico-heterotróficos de ancestrais micorrízicos.